# Круглоозерный сельсовет
Круглоозерный сельсовет — сельское поселение в Убинском районе Новосибирской области Российской Федерации.
Административный центр — село Круглоозерное.

## История
Статус и границы сельского поселения установлены Законом Новосибирской области от 2 июня 2004 года № 200-ОЗ «О статусе и границах муниципальных образований Новосибирской области»

## Население
| 2002 | 2010  | 2012  | 2013  | 2014  | 2015  | 2016  |
| ---- | ----- | ----- | ----- | ----- | ----- | ----- |
| 1279 | ↘1071 | ↘1064 | ↘1032 | ↘1015 | ↘1004 | ↘1003 |
| 2017 | 2018  | 2019  | 2020  | 2021  |       |       |
| ↘979 | ↘962  | ↘947  | ↘940  | ↘914  |       |       |

## Состав сельского поселения
| № | Населённый пункт | Тип населённого пункта       | Население |
| - | ---------------- | ---------------------------- | --------- |
| 1 | Гандичи          | деревня                      | ↘98       |
| 2 | Кирилловка       | деревня                      | ↗144      |
| 3 | Круглоозёрное    | село, административный центр | ↘829      |